# 天主教大坎普总教区
天主教大坎普總教區（拉丁語：Archidioecesis Campi Grandis）是羅馬天主教在巴西的一個教省總教區，下轄六個教區。
1957年6月15日設教區，1978年11月27日升為總教區。
總教區包括南馬托格羅索州中部八市，2006年有教友1,673,000人，佔轄區總人口75.3%。教區下轄卅三個堂區，有一百名司鐸。現任教區總主教為迪馬斯·拉臘·巴波沙。